# Beurnevésin
Beurnevésin is een plaats en gemeente in het Zwitserse kanton Jura, en maakt deel uit van het district Porrentruy.
Beurnevésin telt 150 inwoners.